# Consumo sustentável
Consumo sustentável ou Consumo responsável é um comportamento que incorpora o fato de que os recursos são limitados, e corresponde a um engajamento ativo cívica para a qualidade de vida pessoal e coletiva.

## O que é consumo sustentável
O consumo sustentável baseia-se na ideia de que o planeta não pode suportar os velhos padrões utilizados nas últimas décadas para a extração, produção, comercialização e descarte de bens. Surge da reflexão de que o atual sistema tornou-se obsoleto e que a cultura do consumo precisa ser revisitada, de modo que a adoção de novas propostas e práticas tornou-se fundamental. Outrossim 
"essa cultura consumista se desenvolve, também, a partir de uma educação que cria o desejo pelo consumo, pelo descarte, pela valorização do novo. O velho se torna ultrapassado e sem sentido. Porém, as consequências dessas atitudes não tem qualquer proeminência para o “ser consumidor”. Consumir se torna a palavra mágica, capaz de transformar a vida do indivíduo, alçando-o ao patamar de detentor de status e de poder no mundo, fazendo com que este se sinta grandioso, o “deus” de possibilidades e de oportunidades."
O consumo é um desafio ambiental já que há uma nova e crescente classe média dos países emergentes como Brasil, China, Índia. Consumir de maneira sustentável significa consumir melhor e menos levando em consideração os impactos ambientais, sociais e econômicos das empresas e dos seus produtos (cadeias produtivas). Este consumo precisa ser sustentável em todos os sentidos: desde a compra, uso e até o descarte. É importante questionar-se sobre o consumo pessoal sempre, como pode ser reduzido e melhorado em qualidade.
Com países como Brasil e Índia aumentando a demanda por bens de consumo, a expectativa é que apenas uma mudança significativa em hábitos de consumo aliada às novas formas de produção poderá, de alguma forma, provocar uma mudança benéfica.

## Consumidor verde
Quem estimula o consumo sustentável é o consumidor consciente ou "verde".
Chamado assim por ser mais consciente no ato de comprar ou usar produtos com a possibilidade de colaborar com o planeta.
O "consumidor verde" sabe que recusando-se a comprar determinados produtos pode desestimular a produção de artigos nocivos. Por isso evita aqueles que representem um risco à sua saúde ou dos outros e que sejam agressivos à natureza na sua produção, uso ou descarte final.
Uma discussão sempre presente é se o consumidor tem a força para mudar o mercado, ao optar por empresas e produtos verdes e deixando de comprar produtos que não são amigáveis com o meio ambiente. Teoricamente, essa pressão do consumidor, a força do mercado, obrigaria as empresas a serem ecológicas, ou a fechar as suas portas.
Atualmente é hoje uma tendência estudada por vários autores.

### A importância do consumo sustentável
A maior barreira para exercer o consumo sustentável é o preço, já que esse tipo de produto é ainda mais caro, e mercados como o Brasil, não tem ainda o poder aquisitivo para fazer essa mudança total. Não é possível ter uma sociedade pobre ou em desenvolvimento consumindo produtos ecológicos com preços acima do mercado.
Outros pontos a serem levados em conta para uma "compra verde" são: a postura da empresa em relação a temas ambientais, suas ações sustentáveis, seus processos de produção, compra de matéria prima, mão de obra estrangeira, como a empresa lida com o descarte de seus produtos, tudo deve ser pesquisado e levado em conta na hora de consumir algum produto.
Consumo sustentável não é apenas a empresa apresentar os seus produtos em uma embalagem ecológica, mas sim conhecer tudo o que está atrás até o produto chegar no mercado.

## Alugar: uma tendência de consumo sustentável
Alugar no sentido da partilha e do aumento de vida dos produtos, o que atrasa ou diminui a necessidade de comprar produtos novos é uma tendência actual do mercado. Efeito esse que pode ser adquirido através de uma relação entre quem possui produtos que não quer e quem quer esses mesmos. Ou então, entre quem possui e aluga esses produtos e quem quer usufruir deles por um determinado tempo. (Brito, 2014: 148) debruçou-se sobre esta matéria e explicou que: “Outros modelos de negócio baseiam-se no aluguer de bens a clientes que precisam deles pontualmente. A possibilidade de alugar, vulgar em algumas categorias de produtos, está a ser alargada a casa vez mais produtos de uso geral, desde carteiras a automóveis” . O autor continuou a sua afirmação: “Os conceitos de alugar, troca, doação ou venda de bens usados baseiam-se na ideia de que a utilização temporária e a transmissão a outras pessoas permitem poupar dinheiro e manter a fruição dos benefícios do produto. Do ponto de vista ambiental, reduzem a procura de novos produtos e,naturalmente, a necessidade de os fabricar, diminuindo o consumo de recursos naturais e as emissões associadas. A crise económica atual e a redução do rendimento disponível pode ser um catalisador da redução de consumo e da multiplicação com sucesso destes modelos de negócio”. (idem: 148).
Alugar é um ideia que exige ser trabalhada por diferentes setores, visto contrariar uma postura muito enraizada nos valores nacionais em Portugal, que é o comprar, havendo a convicção de que "sou aquilo do que consumo".